# Povina
Povina is een Slowaakse gemeente in de regio Žilina, en maakt deel uit van het district Kysucké Nové Mesto.
Povina telt 1.151 inwoners.